# Université de Helwan
 (juin 2018).
Si vous disposez d'ouvrages ou d'articles de référence ou si vous connaissez des sites web de qualité traitant du thème abordé ici, merci de compléter l'article en donnant les références utiles à sa vérifiabilité et en les liant à la section « Notes et références ».
L'université de Helwan est une université publique basée à Helwan, dans la banlieue du Caire, en Égypte. Elle comprend 18 facultés et 50 centres de recherche.

## Historique
L'Université est fondée le 26 juillet 1975.

## Présentation
Généralement, cette université est connue pour sa formation en ingénierie (il y en a deux, sur deux sites), sa faculté d'informatique et sa faculté de pharmacologie, alors qu'il n'y a pas en médecine.
Elle est classée par le U.S. News & World Report au 40e rang du classement régional 2016 des universités arabes.

## Facultés
L'université possède 18 facultés, une bibliothèque et une bibliothèque spécialisée par faculté. Parmi les facultés, on trouve :
- La faculté d'arts
- La faculté d'arts appliqués
- La faculté d'histoire de l'art
- La faculté de musique
- Les facultés de sport (garçons et filles séparés)
- La faculté d'économie
- La faculté de tourisme
- La faculté des beaux-arts
- La faculté de commerce et administration des affaires
- La faculté de informatique et information
- La faculté de services à la communauté
- Les facultés d'ingénierie (à Helwan et à Matareya)
- La faculté de droit
- La faculté de pharmacologie
- La faculté des sciences
- La faculté de l'éducation